# 贝纳克
贝纳克（法語：Beynac，法語發音：[benak]）是法国新阿基坦大区上维埃纳省的一个市镇，位于该省中南部，属于利摩日区。

## 地理
贝纳克（45°45'37"N, 1°10'8"E）面积12.57 平方千米，位于法国新阿基坦大区上维埃纳省，该省份为法国中西部省份，北起顺时针与安德尔省、克勒兹省、科雷兹省、多爾多涅省、夏朗德省和维埃纳省接壤。
与贝纳克接壤的市镇（或旧市镇、城区）包括：伊勒、博斯米莱吉耶、比尔尼亚克、旧圣马丹、维埃纳河畔艾克斯。

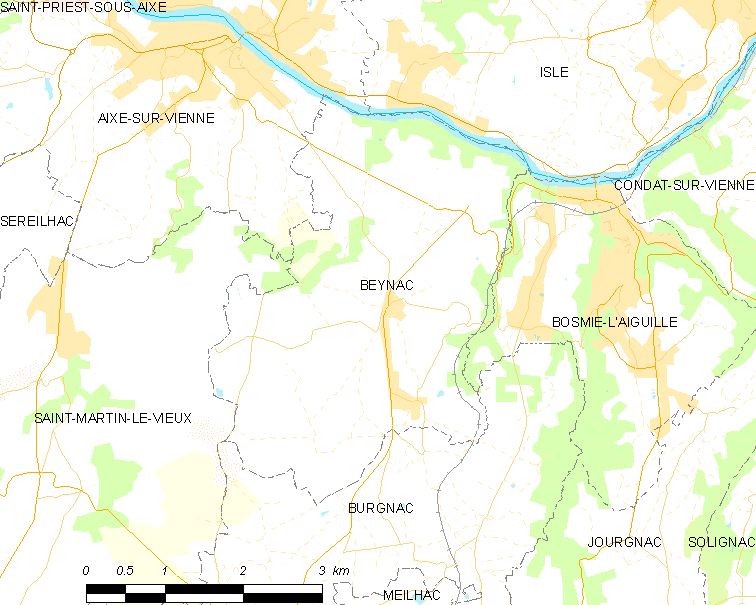
贝纳克的OSM定位图

贝纳克的时区为UTC+01:00、UTC+02:00（夏令时）。

## 行政
贝纳克的邮政编码为87700，INSEE市镇编码为87015。

## 政治
贝纳克所属的省级选区为维埃纳河畔艾克斯县。

## 人口

1962-2008年间贝纳克人口变化图示

贝纳克于2022年1月1日时的人口数量为727人。